# كايل ديكسون (لاعب اللاكروس)
كايل ديكسون (بالإنجليزية: Kyle Dixon)‏ هو لاعب اللاكروس أمريكي، ولد في 26 نوفمبر 1984 في أنابولس في الولايات المتحدة.